# Parasemionotiformes
I parasemionotiformi (Parasemionotiformes) sono un gruppo di pesci ossei estinti, appartenenti agli alecomorfi. Vissero tra il Triassico inferiore e l'inizio del Triassico superiore (circa 251 - 232 milioni di anni fa) e i loro resti fossili sono stati ritrovati in Europa, Asia, Nordamerica e Madagascar. Fossili attribuiti ai parasemionotiformi (noti come Lombardina) provengono dal Giurassico medio dell'Africa centrale.

## Descrizione
Questi pesci erano di dimensioni medio-piccole, e solitamente non superavano i 30 centimetri di lunghezza. La forma del corpo era piuttosto compatta, con una grande testa dotata di muso corto e solitamente una piccola bocca (ad esempio nel genere eponimo Parasemionotus o in Promecosomina). La pinna dorsale era di forma triangolare e solitamente posta molto all'indietro lungo il dorso; in alcune forme, come Albertonia, la pinna dorsale e le pinne pettorali erano di enormi dimensioni. Il corpo era completamente rivestito da scaglie ricoperte da uno spesso strato di ganoina, di forma squadrata o rettangolare, disposte in file diagonali. 
L'anatomia del cranio e del cinto pettorale del parasemionotiforme Watsonulus sono stati particolarmente ben studiati grazie a un lavoro di Olsen (1984): secondo lo studio, la scatola cranica conservava una serie di caratteri primitivi simili a quelli dei condrostei, come una fessura laterale aperta e una fontanella vestibolare, la presenza di un intercalare endocondrale senza crescite membranose e la fusione tra la maggior parte delle ossa endocondrali negli adulti. Altre caratteristiche richiamano invece altri pesci triassici come Heterolepidotus. Le ossa dermiche del cranio, invece, conservavano una caratteristica primitiva dei condrostei, ovvero un osso preopercolare dotato di un largo margine dorsale. La clavicola era simile a quella dei condrostei, mentre la parte interna del cinto pettorale era simile a quella dei teleostei. Infine, l'articolazione delle mascelle ricordava quella dell'attuale Amia calva.

## Classificazione
L'ordine Parasemionotiformes venne istituito da Lehmann nel 1966 per accogliere alcuni pesci triassici (come Parasemionotus), non assimilabili agli affini Semionotiformes. I parasemionotiformi comprendono numerose forme di pesci triassici le cui caratteristiche richiamano i più derivati ionoscopiformi e amiiformi; insieme a questi ultimi due gruppi, attualmente i parasemionotiformi vengono inclusi nel clade Halecomorphi. Gli ultimi esemplari (come Phaidrosoma) risalgono all'inizio del Triassico superiore.

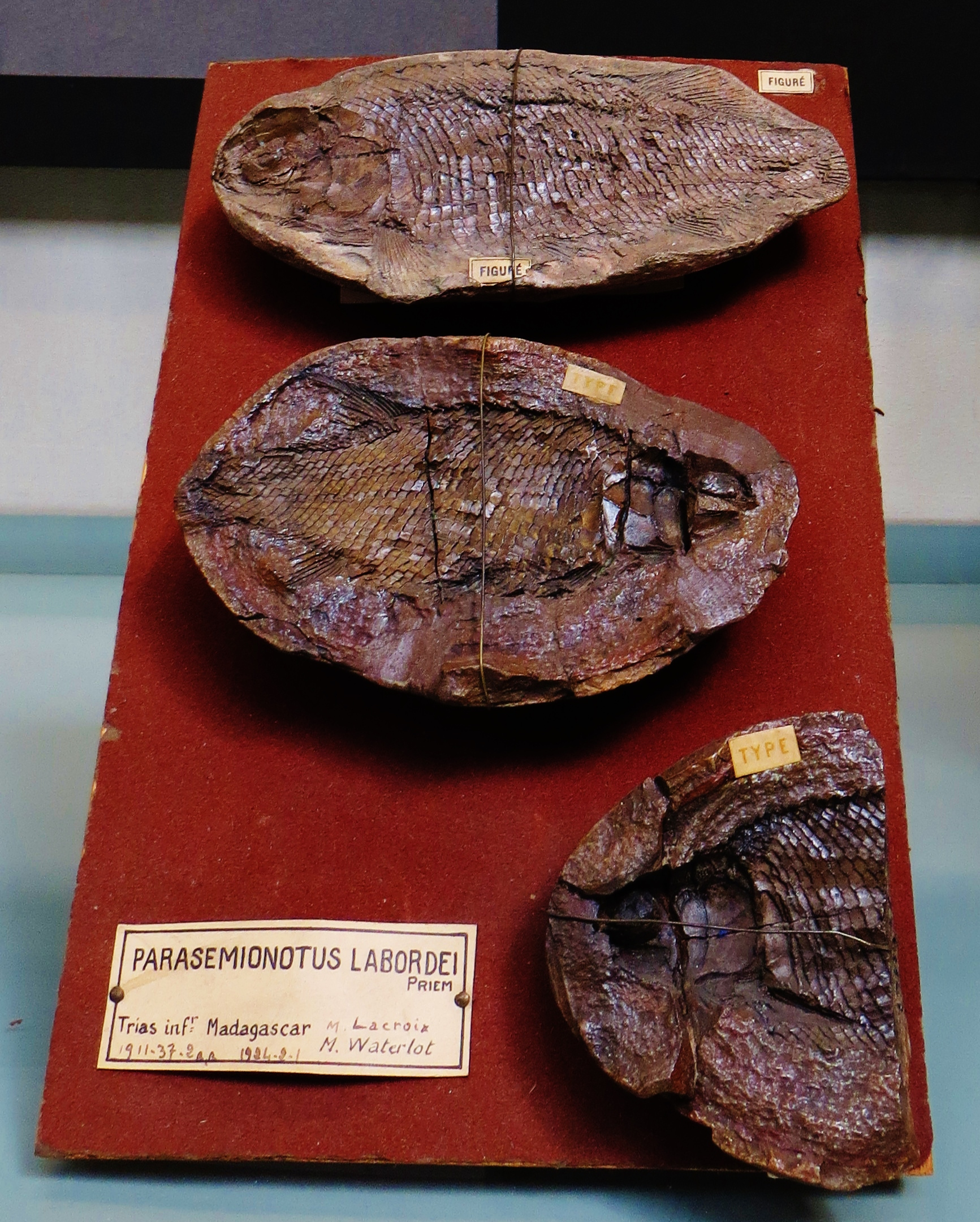
Parasemionotus labordei è stato il primo parasemionotiforme descritto

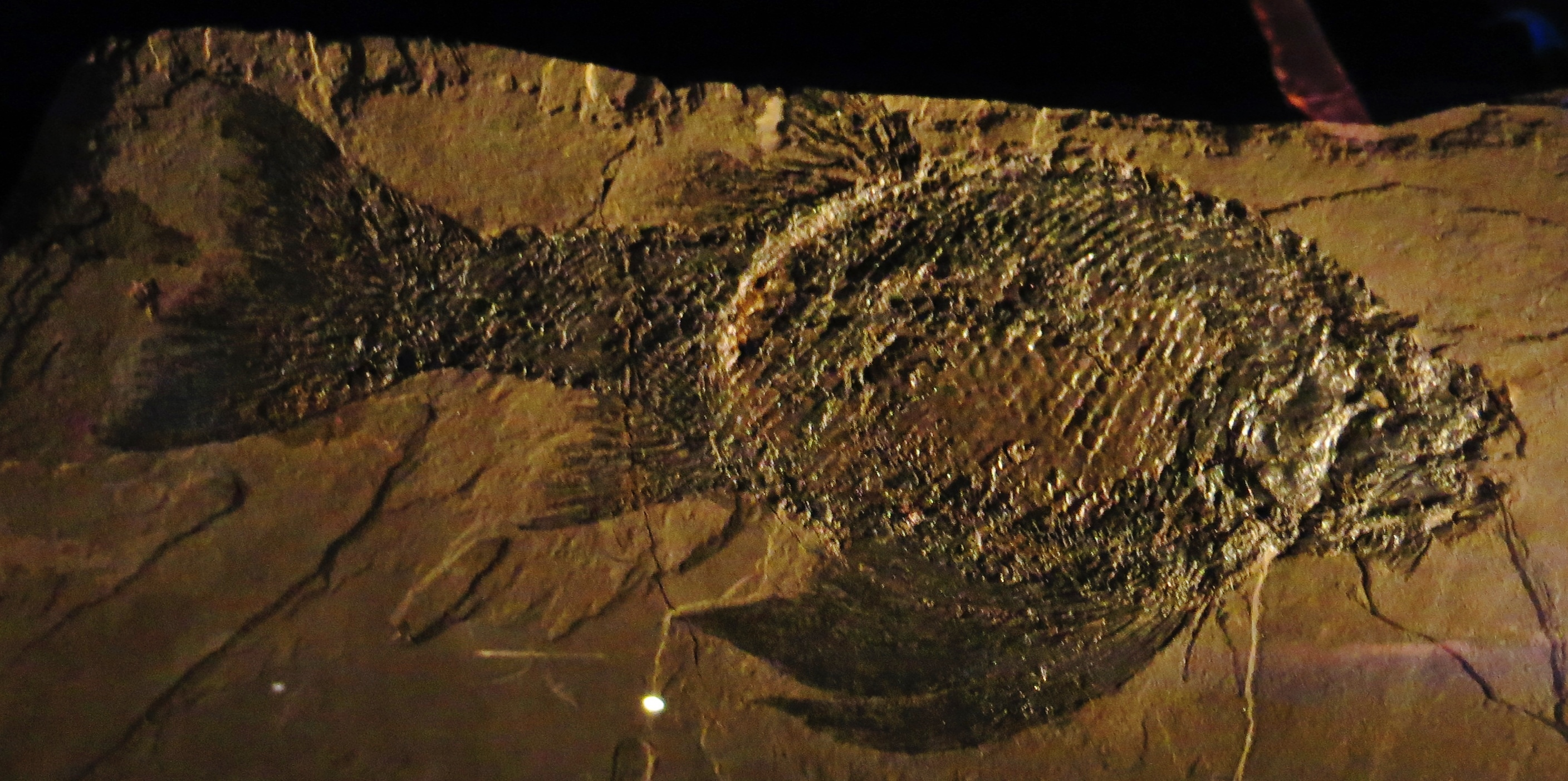
Albertonia cupidinia possedeva grandi pinne pettorali

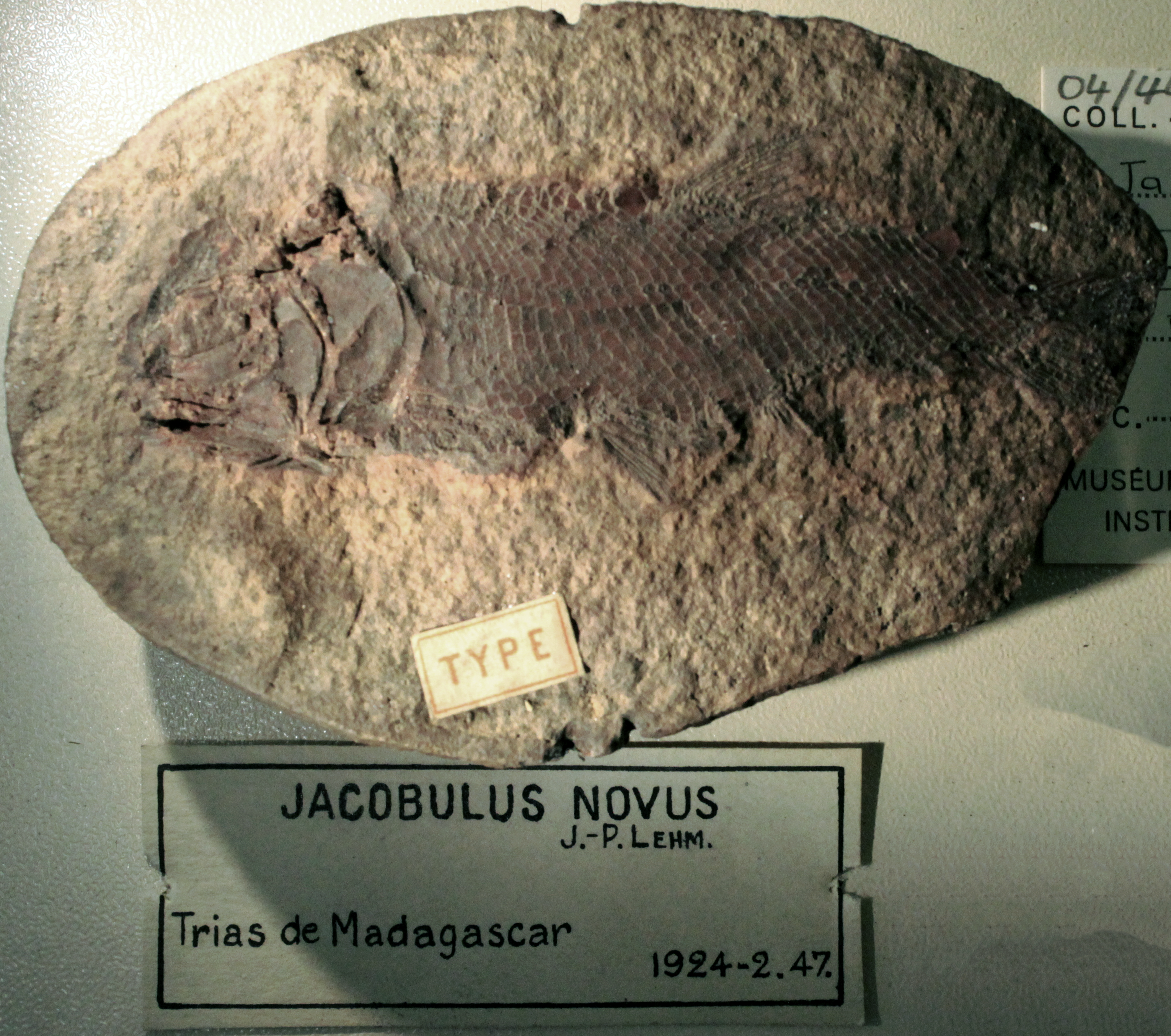
Jacobulus novus era un parasemionotiforme di piccole diemsnioni

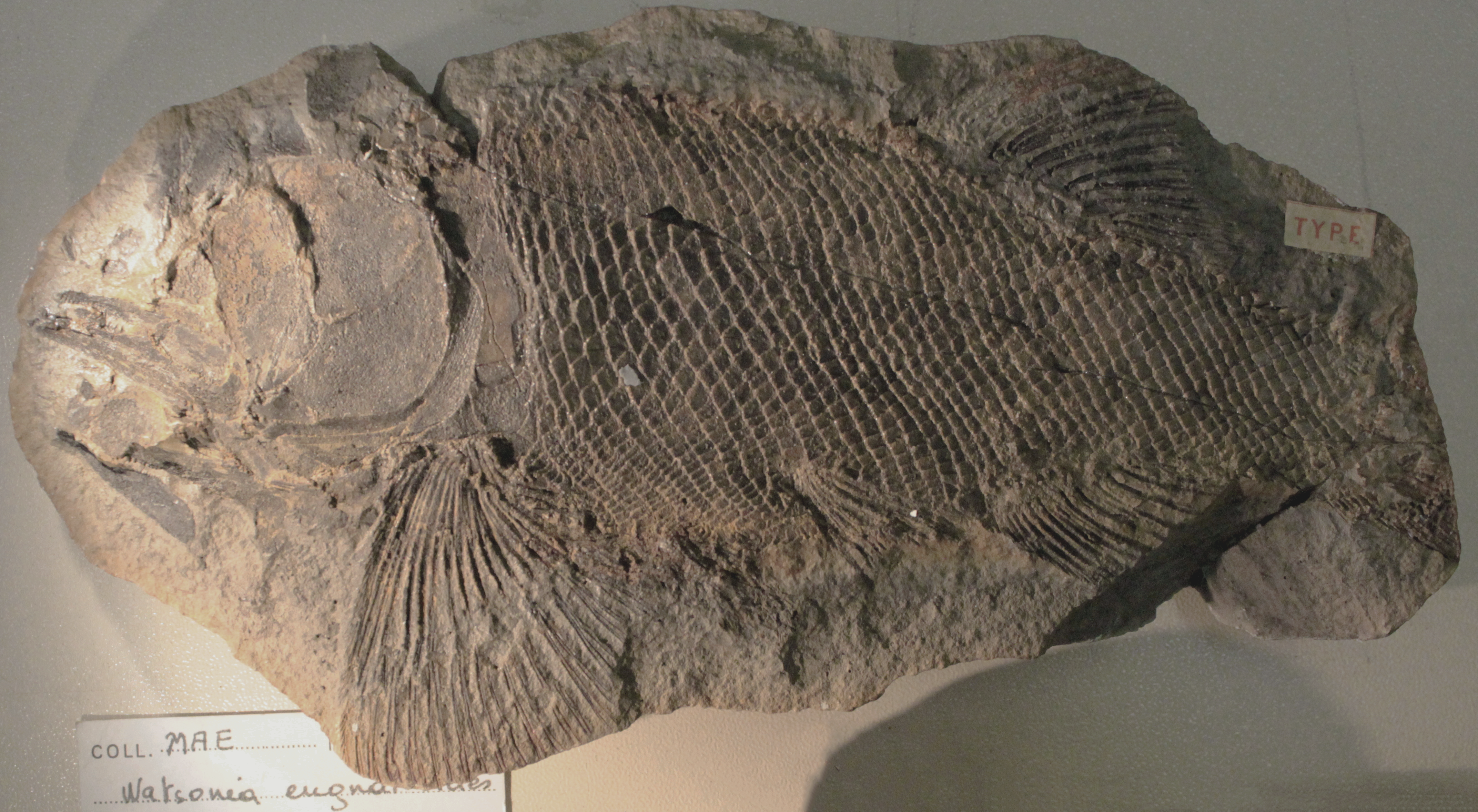
Watsonulus eugnathoides è uno dei parasemionotiformi meglio conosciuti

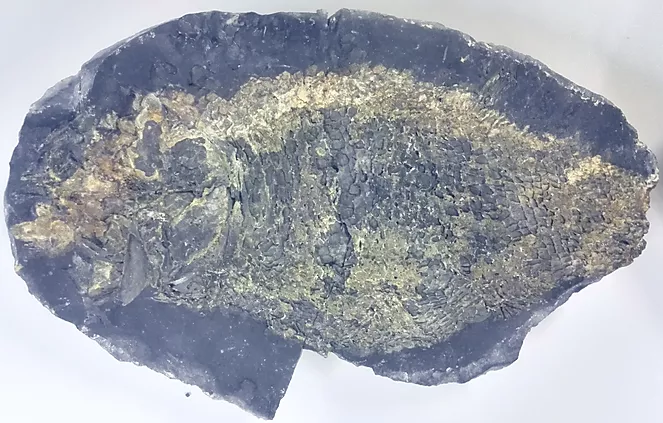
Candelarialepis argentus era un parasemionotiforme di medie dimensioni

- Ordine Parasemionotiformes Lehman, 1966
  - Famiglia incertae sedis
    - Enigmatichthys Wade, 1935
      - Enigmatichthys attenuatus Wade, 1935

    - Peia Ji, 2009
      - Peia jurongensis Ji, 2009

  - Famiglia Parasemionotidae Stensiö, 1932 (= Ospiidae Stensiö, 1932)
    - Parasemionotus Piveteau, 1929
      - Parasemionotus labordei (Priem, 1924)
      - Parasemionotus besairiei Lehman et al., 1959

    - Ospia Stensiö, 1932
      - Ospia whitei Stensiö, 1932

    - Broughia Stensiö, 1932
      - Broughia perleididoides Stensiö, 1932

    - Watsonulus Brough, 1939 (= Watsonia Piveteau, 1934)
      - Watsonulus eugnathoides (Piveteau, 1934)

    - Stensionotus Lehman, 1952
      - Stensionotus intercessus Lehman, 1952
      - Stensionotus dongchangensis Liu et al., 2002

    - Jacobulus Lehman, 1952
      - Jacobulus novus Lehman, 1952

    - Thomasinotus Lehman, 1952
      - Thomasinotus divisus Lehman, 1952

    - Albertonia Gardiner, 1966
      - Albertonia cupidinia (Lambe, 1916)

    - Lehmanotus Beltan, 1968
      - Lehmanotus markubai Beltan, 1968

    - Devillersia Beltan, 1968
      - Devillersia madagascariensis Beltan, 1968

    - Piveteaunotus Beltan, 1968
      - Piveteaunotus ifasiensis Beltan, 1968

    - Icarealcyon Beltan, 1980
      - Icarealcyon malagasium Beltan, 1980

    - Jurongia Liu et al., 2002
      - Jurongia fusiformis Liu et al., 2002

    - Qingshania Liu et al., 2002
      - Qingshania cercida Liu et al., 2002

    - Suius Liu et al., 2002
      - Suius brevis Liu et al., 2002

    - Candelarialepis Romano et al., 2019
      - Candelarialepis argentus Romano et al., 2019

  - Famiglia Promecosominidae Wade, 1940
    - Promecosomina Wade, 1935
      - Promecosomina formosa  (Woodward, 1890) (= P. beaconensis Wade, 1935)